# Чех Максим Сергійович
Макси́м Сергі́йович Чех (3 січня 1999, Красна Поляна, Великоновосілківський район, Донецька область) — український футболіст, півзахисник київської Оболоні. Чемпіон світу молодіжного чемпіонату світу 2019 у складі  збірної України U-20.

## Клубна кар'єра
У клубній академії донецького «Шахтаря» перебував з 2008 року. У складі команди U-14 і U-15 двічі ставав чемпіоном України. За команду «Шахтаря» U-19 дебютував у 16-річному віці. У турнірах УЄФА дебютував 8 грудня 2015 року у виїзному матчі проти французького «Парі Сен-Жермен» (5:2) у межах групового турніру юнацької ліги УЄФА.
27 червня 2019 року Чех був відданий в оренду в «Маріуполь» на один сезон. У Прем'єр-лізі дебютував 30 липня 2019 року в матчі проти «Колоса», вийшовши в основному складі і був замінений на 80 хвилині на Джойскіма Дава.

## Виступи за збірну
Виступав за юнацькі збірні України різних вікових категорій. У турнірах під егідою УЄФА дебютував за збірну України (U-17) 26 жовтня 2015 року у відбірковому матчі чемпіонату Європи проти Молдови (1:1).
З командою до 17 років був учасником чемпіонату Європи 2016 року, де команда не вийшла з групи. А з командою до 19 років став півфіналістом юнацького чемпіонату Європи 2018 року у Фінляндії.
У 2019 році у складі збірної України U-20 став чемпіоном світу на чемпіонаті, що проходив у Польщі. Він зіграв одну з ключових ролей в успіху України, зігравши у всіх 7 матчах своєї команди на турнірі.

## Нагороди
- Орден «За заслуги» III ст. (2019)[6]